# Mentzelia packardiae
Mentzelia packardiae är en brännreveväxtart som beskrevs av J.B. Glad. Mentzelia packardiae ingår i släktet Mentzelia och familjen brännreveväxter. Inga underarter finns listade i Catalogue of Life.